# Новоцелинный сельсовет (Новосибирская область)
Новоцелинный сельсовет — сельское поселение в Кочковском районе Новосибирской области Российской Федерации.
Административный центр — село Новоцелинное.

## История
Статус и границы сельского поселения установлены Законом Новосибирской области от 2 июня 2004 года № 200-ОЗ «О статусе и границах муниципальных образований Новосибирской области»

## Население
| 2002  | 2010  | 2012  | 2013  | 2014  | 2015  | 2016  |
| ----- | ----- | ----- | ----- | ----- | ----- | ----- |
| 1407  | ↘1317 | ↘1311 | ↗1314 | ↘1305 | ↘1279 | ↗1281 |
| 2017  | 2018  | 2019  | 2020  | 2021  |       |       |
| ↘1266 | ↘1245 | ↘1220 | ↘1202 | ↘1193 |       |       |

## Состав сельского поселения
| № | Населённый пункт | Тип населённого пункта       | Население |
| - | ---------------- | ---------------------------- | --------- |
| 1 | Маяк             | посёлок                      | ↘56       |
| 2 | Новоцелинное     | село, административный центр | ↘1261     |